# (3192) A'Hearn
(3192) A'Hearn es un asteroide que forma parte del cinturón de asteroides y fue descubierto el 30 de enero de 1982 por Edward L. G. Bowell desde la Estación Anderson Mesa, en Flagstaff, Estados Unidos.

## Designación y nombre
A'Hearn se designó inicialmente como 1982 BY1.
Más tarde, en 1986, fue nombrado en honor del astrónomo estadounidense Michael A'Hearn.

## Características orbitales
A'Hearn orbita a una distancia media de 2,377 ua del Sol, pudiendo acercarse hasta 1,975 ua y alejarse hasta 2,78 ua. Su inclinación orbital es 2,879 grados y la excentricidad 0,1692. Emplea en completar una órbita alrededor del Sol 1339 días.

## Características físicas
La magnitud absoluta de A'Hearn es 13,6. Está asignado al tipo espectral C de la clasificación SMASSII.